# Espiral del silencio

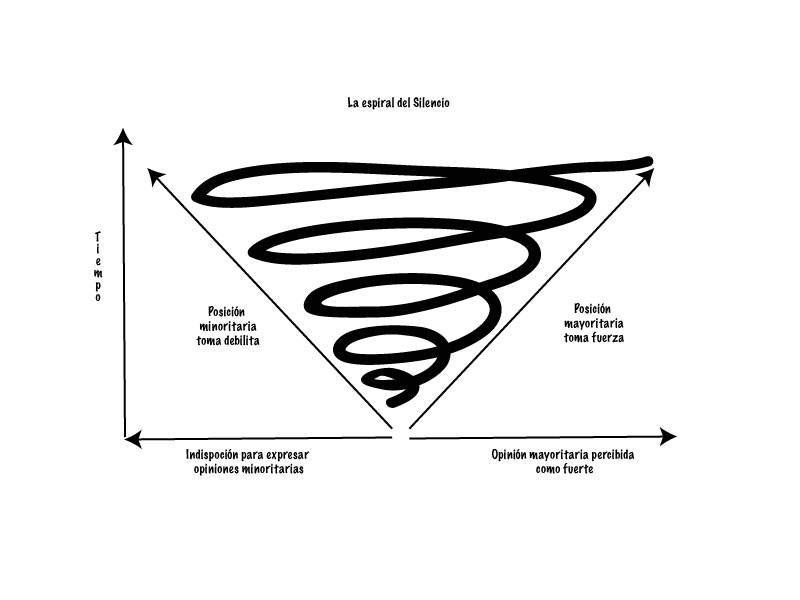
La Espiral del Silencio

La espiral del silencio es una teoría del área de la comunicación política de la ciencia política propuesta por la politóloga alemana Elisabeth Noelle-Neumann, en su libro La espiral del silencio. Opinión pública: nuestra piel social (1977), donde estudia la opinión pública como una forma de control social en la que los individuos adaptan su comportamiento a las actitudes predominantes sobre lo que es aceptable y lo que no. La opinión pública es para Noelle Neumann la piel que da cohesión a la sociedad. Neumann teoriza sobre que la sociedad amenaza con el aislamiento a los individuos que expresan posiciones contrarias a las asumidas como mayoritarias, de tal forma que el comportamiento del público está influido por la percepción que se tiene del clima de opinión dominante.
Los individuos sondean continuamente el clima de opinión con lo que Neumann denomina "sentido", observando qué relación gradual guardan sus opiniones con los del espacio público, alentándoles si se acercan al mayoritario o cohibiéndoles si detectan que pueden formar parte de las minorías. La tendencia de la espiral es enmudecer a quienes prestan o tienen posiciones diferentes a las mayorías, pero para en seco cuando se encuentra con el “núcleo duro”, aquellos individuos que, aunque pocos, se reafirma en sus posiciones y opiniones y no cesan en el empeño de que su voz sea escuchada. La perspectiva del “núcleo duro” gana adeptos puesto que las opiniones mayoritarias, acomodadas en el número, no encuentran tesis para defender sus opiniones que, al ser poco contestadas, se han dejado llevar por la masa.
La teoría de la espiral del silencio parte del supuesto básico de que la mayor parte de las personas tienen miedo al aislamiento y, al manifestar sus opiniones, primero tratan de identificar las ideas, para luego sumarse a la opinión mayoritaria o consensuada. En esta disyuntiva, la principal fuente de información serán los medios de comunicación y estos definirían el clima de opinión sobre los asuntos de que se trate. Un clima de opinión es una tendencia inespecífica que decanta las tendencias hacia una determinada opción. Este clima se cristaliza en opiniones y votos. Según Noelle-Neumann, un clima de opinión actúa como un fenómeno de contagio ya que la opción aparentemente mayoritaria se extiende rápidamente por toda la sociedad. En su libro, la autora alemana expone dos ejemplos de climas de opinión.
La Espiral del silencio se formula en una época en la que la televisión es ya un relevante medio de comunicación masivo. Por eso, Noelle-Neumann entiende que la televisión ayudó a consolidar los climas de opinión.

## Definición
La teoría del silencio definía el mecanismo que permite captar los cambios en la opinión pública. Sus supuestos, brevemente resumidos, eran los siguientes: las personas temen permanecer aisladas del entorno social y, por este motivo, prestan una atención continua a las opiniones y comportamiento, supuestos por la mayoría, que se producen a su alrededor. Dado que las personas gustan también de ser populares y aceptadas, se expresan de acuerdo con las opiniones y comportamientos mayoritarios. Sin embargo, hay dos tipos de opiniones y actitudes: las estáticas, concernientes a las costumbres, por ejemplo, y las cambiantes. Con respecto a las primeras, el individuo puede optar por definirse de acuerdo con ellas o, por el contrario, permanecer aislado. Con respecto a las opiniones cambiantes, el individuo debe observar con atención en qué dirección se produce el cambio. Los individuos que entienden que el cambio se produce en la misma dirección que sus propias opiniones personales, las expondrán en público, pero, al contrario, si el cambio se produce en oposición a las suyas tenderá a ser más cauto al exponerlas en presencia de otras personas.
Según la espiral del silencio el hecho de que un individuo hable o se quede callado depende de las observaciones que ha hecho sobre la mayoría pública y decida cuál será su posición.
Los medios de comunicación influyen en que la gente hable o no. En primer lugar las personas son más valientes para apoyar públicamente una opinión si esta aparece como dominante en los medios de comunicación. En segundo lugar, los medios ofrecen a los ciudadanos, las palabras, los textos, los medios, los argumentos e ideas con las que defender las opiniones en debate. Generalmente habla de cómo se forma la opinión pública (el proceso), que parte de la observación que hace el individuo de su entorno social.

En palabras de la autora: “el resultado es un proceso en espiral que incita a otros individuos a percibir los cambios de opinión y a seguirlos hasta que una opinión se establece como la actitud prevaleciente, mientras que la otra opinión la aportarán y rechazarán todos, a excepción de los duros de espíritu, que todavía persisten en esa opinión. He propuesto el término espiral del silencio para describir este mecanismo psicológico”.
El fenómeno es calificado de espiral de silencio porque la lógica de fondo que se sostiene es que cuanto más se difunde la versión dominante por los medios, más guardarán silencio las voces individuales contrarias, con lo que se produce un proceso en espiral, un bucle de retroalimentación positiva, un círculo vicioso.
Partiendo de los resultados de este análisis, podemos deducir si hay que contar con un cambio de opinión. Entonces es posible hacer previsiones tales como:
1. Si una mayoría se considera minoría, tenderá a declinar en el futuro. A la inversa, si una minoría es vista como mayoritaria, irá en aumento.
2. Si los miembros de una mayoría no prevén que ésta pueda mantenerse en el porvenir, fracasará. A la inversa, si la creencia en una evolución favorable es compartida por muchos, sus miembros necesitarán mucho tiempo para cambiar de opinión.
3. Si la inseguridad en cuanto a lo que es la opinión dominante, o lo que será, aumenta, es porque está ocurriendo un cambio profundo en la opinión dominante.
4. Si dos facciones se distinguen claramente por su respectiva disposición para exponer sus puntos de vista en público, la que muestre mayor disposición será quizá la que predomine en el futuro.

Combinando estas ponderaciones, podemos concluir que una minoría convencida de su predominio futuro y, por consiguiente, dispuesta a expresarse, verá hacerse dominante su opinión, si se confronta con una mayoría que duda de que sus puntos de vista sigan prevaleciendo en el futuro y, por lo tanto, menos dispuesto a defenderlos en público. La opinión de esta minoría se convierte en una opinión que en adelante no se puede contradecir sin correr el riesgo de alguna sanción. De este modo pasa de la jerarquía de simple opinión de una facción a la de opinión pública.

## Contexto histórico, social y cultural de aparición
La espiral del silencio es uno de los modelos sobre opinión pública más importantes del siglo XX. Esta teoría fue propuesta por la politóloga alemana Elisabeth Noelle-Neumann; apareció por primera vez en 1974 en un artículo de la autora titulado “The Spiral of Silence: A Theory of Public Opinion” en la revista académica Journal of Communication y la desarrolló posteriormente en su libro La Espiral del silencio. Opinión pública: nuestra piel social en 1980, el cual estudia el comportamiento de las personas de acuerdo a la opinión pública y a los efectos de los medios. El punto principal de la teoría es la dominación de la opinión pública por los medios de comunicación y los líderes de opinión.
Las opiniones masivas tienen el poder de influir en nuestra percepción de la realidad. La Espiral del silencio fue propuesta en una época en la que la televisión ya se encontraba posicionada como un medio de comunicación masivo. Es por ello por lo que Noelle-Neumann consideró la televisión como un factor decisivo para la consolidación de opiniones públicas. La autora expuso dos casos en los que la opinión pública fue determinante para el resultado: en 1965 la Democracia Cristiana ganó las elecciones en el último momento gracias al surgimiento de un nuevo clima de opinión favorable a este partido; en 1972, en cambio, se invirtió la tendencia y ganaron los socialdemócratas gracias al clima de opinión favorable creado por la población alemana.

## Fundamentos epistemológicos y ontológicos
La teoría nace después de la Segunda Guerra Mundial, con el régimen de Hitler que todavía tenía bastante peso en Alemania. Toma como ejemplos la democracia cristiana en 1965 y la influencia que tuvieron en 1972 la Ostpolitik y Willy Brandt. Pero fue hasta 1984, cuando la televisión tuvo lugar en las masas públicas y la teoría del silencio se fortaleció.

## Los medios en la formación de la opinión pública
Existe un gran debate acerca de si los medios anticipan la opinión pública o solo la reflejan. Según la espiral del silencio, conviene ver a los medios como creadores de la opinión pública. Constituyen el entorno cuya presión desencadena la combatividad, la sumisión o el silencio. Los medios son el sistema que la sociedad utiliza para informarse de aquello que no pertenece a su esfera personal. Por tanto, lo que en los medios se diga sobre un asunto influye en la construcción de la opinión de los individuos sobre ese tema.
La impotencia ante los medios puede darse de dos formas: La gente hace cosas para captar su atención y no lo consiguen. Sin buscarlo, son los medios los que se encargan de sacar a la luz hechos anónimos y de exponer a una persona como chivo expiatorio para tener de qué hablar.
El conocimiento público legitima y da a conocer una conducta que viola normas sin censurarla enérgicamente la hace más adecuada socialmente, más aceptable. Todos pueden ver que esa conducta ya no aísla. Los que rompen normas sociales anhelan con frecuencia recibir las mínimas muestras de simpatía pública. Y su avidez está justificada, porque de ese modo la regla, la norma, queda debilitada. Las dos fuentes de que disponemos para obtener información sobre la distribución de las opiniones en nuestro medio son la observación de primera mano de la realidad y la observación de la realidad a través de los ojos de los medios.

## Nexos e influencias
Una de las principales influencias para Noelle-Neumann fue el Ballet de Giancarlo Menotti llamado “El unicornio, la gorgona y la mantícora”. La pieza habla sobre una pequeña ciudad en Europa donde habitaban un conde y una condesa junto con la gente del pueblo. Un día, un hombre apareció en el pueblo con un unicornio, tiempo después el conde y la condesa imitaron al hombre y a su vez las personas del pueblo empezaron a tener unicornios. Así pasó de igual manera con la gorgona y la mantícora. La población imita ciegamente las acciones de un conde y una condesa, ellos representan cómo los líderes de opinión influencian a las masas y éstas hacen lo que creen correcto con tal de pertenecer y no ser exiliados por los otros.
Otra de las influencias que tuvo la periodista Noelle-Neumann fue el Ensayo sobre el entendimiento humano de John Locke, en él se explican tres tipos de leyes:
1. Ley divina
2. Ley civil
3. Ley de la virtud y el vicio

Nadie escapa al castigo de su censura y desagrado si atenta contra la moda y la opinión de las compañías que frecuenta... No hay uno entre diez mil lo suficientemente firme e insensible como para soportar el desagrado y la censura constantes de su propio círculo. Muchos hombres han buscado la soledad, y se han acostumbrado a ella; pero nadie que tenga el menor entendimiento o sentido humano puede vivir en sociedad con la continua aversión y mala opinión de los familiares y las personas con las que trata. Es un peso demasiado grande para poder sufrirlo.
 John Locke,  Ensayo sobre el entendimiento humano 

La tercera inspira principalmente la teoría del silencio, habla sobre cómo las personas que rompen con lo que la sociedad cree correcto o verdadero durante ese período de tiempo es castigado con el aislamiento y la censura, por lo que las minorías prefieren evitar contradecir a la mayoría.

## Método
Existen cinco hipótesis sobre el surgimiento de la opinión pública y fueron desarrolladas por la politóloga alemana Noelle-Neumann. Primero, los individuos de un grupo establecen mentalmente un mapa de la distribución y de las principales tendencias de la opinión en su entorno social. Esto lo hacen a través de la observación y posteriormente deducción sobre qué puntos de vista ganan fuerza y cuáles se debilitan. Dependiendo del grado de interés de una persona en un tema y de qué tanto quiera hacerse notar públicamente, la intensidad de la observación aumenta o disminuye. Generalmente, para este punto el individuo ya tiene muy claro cómo está distribuida la tendencia de opiniones. Su deseo de expresarse crece si intuye que su punto de vista será el dominante, a pesar de que en ese momento no lo sea. Y por  el contrario, su deseo de expresarse disminuye si se da cuenta de que su opinión es repudiada por el grupo. De esta manera podemos ver que el grado de disposición para que una persona exprese su punto de vista se basa en la percepción que tenga de la distribución de opiniones favorables y no favorables. A partir de aquí se deduce que si la evaluación de la distribución actual de la opinión y de la distribución real son claramente divergentes es porque la opinión cuya fuerza está sobrestimada aparece más en público. Existe un fenómeno estadístico que dice que la percepción de distribución presente no difiere tanto de la futura, es decir, si una opinión es considerada como la prevaleciente, es más común ser considerada como la prevaleciente en el futuro también y viceversa, pero en diversos grados. Cuanto más débil es la estadística de coincidencia de opiniones prevalecientes, mayor proceso de cambio está pasando en la opinión pública.

Si hay una divergencia en la evaluación de la fuerza de un punto de vista en particular en el presente y el futuro, es la expectación de la posición futura la que determina el grado en el que el individuo está dispuesto a exponerse. Esto se produce a partir de la hipótesis de que la causa de los diferentes grados de voluntad es el miedo de la persona de su aislamiento y de su confianza en sí mismo siendo agitada si su punto de vista no es confirmado por la mayoría o por las tendencias de opinión. Si se convence de que las tendencias se mueven en su dirección, el riesgo de aislamiento es de poca importancia.
 Elisabeth Noelle-Neumann, La Espiral del silencio. Opinión pública: nuestra piel social

### Comprobación de Noelle-Neumann
Noelle-Neumann diseñó un experimento para comprobar su proceso de formación de opinión pública. Consistió en realizar mil y dos mil encuestas por el Institut für Demoskopie Allensbach entre 1971 y 1972, con poblaciones previamente seccionadas y se incluyeron cuatro tipo de preguntas:
1. Opinión del encuestado sobre un tema controvertido
2. La percepción del encuestado sobre cuál era el punto de vista mayoritario.
3. Las tendencias hacia el futuro.
4. La disposición del encuestado a exponerse en una situación pública.

Algunos de los doce temas controversiales que se tocaron fueron:
- Ley de aborto
- Unidades máximas de alcohol en la sangre en conductores
- Pena de muerte
- Castigo físico en niños
- Trabajadores extranjeros en la República Federal
- Tratados de Moscú y Versalles
- Reconocimiento de la República Democrática Alemana
- Prohibición del Partido Comunista

Los resultados arrojaron que había ciertas variaciones en el desarrollo de las discusiones que dependían del género, edad, sueldo, ocupación nivel socioeconómico, y residencia de los participantes. De esta manera los que más opinaban eran los hombres jóvenes de clase media y alta.

### Otros hallazgos con base en las encuestas fueron
- Una mayoría vista como minoría declinará en el futuro, mientras la minoría vista como la dominante, crecerá.
- Una mayoría que no espera ser capaz de mantener esa superioridad, disminuirá.
- Si están unidos en una expectativa favorable a futuro, tomará mucho tiempo imponer una opinión contraria.
- Si la incertidumbre sobre la fuerza prevaleciente actualmente o en el futuro se incrementa, se anticipa un cambio en la opinión dominante.
- Si dos posturas difieren claramente una de otra en su disposición a exponerse en público, la que muestre más inclinación a hacerlo es más probable a tener el futuro a su favor.

Noelle-Neumann concluyó que una minoría convencida de un futuro dominante, y por ello, decidida a exponerse, se convertirá en la opinión dominante frente a una mayoría dubitativa y poco dispuesta a la exposición mediática.

## Enfoque
El paradigma de Lasswell, propuesto por Harold Lasswell en 1948, es un modelo que estudia el acto de comunicación, en el cual se plantea la respuesta a 5 preguntas:
- ¿Quién?
- ¿Dice qué?
- ¿En qué canal?
- ¿A quién?
- ¿Con qué efecto?

La teoría propuesta por Noelle-Neumann, La espiral del silencio, responde a la quinta pregunta del paradigma, ya que se enfoca en el efecto que se produce en las audiencias durante la comunicación, tomando en cuenta las evaluaciones que hacen los individuos para considerar las opiniones aceptables. A su vez, esta teoría se encuentra en un marco positivista pues Noelle-Neumann realizó un estudio sistemático de parámetros medibles y detectables por medio de las encuestas realizadas.

## Efecto
Noelle Neumann se refiere a los medios de comunicación como una poderosa influencia sobre el público, pues se encargan de determinar los temas de debate y las opiniones sobre determinados asuntos públicos. De esta manera los medios determinan la opinión pública, favoreciendo las opiniones mayoritarias e incluso convirtiendo algunas opiniones en mayoritarias.

## Condiciones de la teoría
Se deben considerar tres puntos para que la espiral del silencio se lleve a cabo:
- El tema debe tener un aspecto moral.
- Hay un factor de tiempo o aspecto dinámico de opinión pública.
- Cobertura de los medios de comunicación en consonancia.[10]

## Superar el silencio
La teoría explica el fenómeno de una minoría ruidosa contra una mayoría silenciosa. Las personas propensas a manifestar su opinión de manera pública minoría son aquellas con nivel de educación alto, nivel socioeconómico elevado y las que no temen al aislamiento. Además, establece que esta minoría es un factor necesario de cambio mientras que la mayoría cumple un factor necesario de estabilidad, siendo ambas producto de la evolución. La minoría se mantiene en la parte superior de la espiral, desafiando las amenazas de aislamiento.
Existen dos vertientes más de minorías ruidosas. Los inconformistas hardcore que son personas que ya han sido rechazadas por sus creencias y no tienen nada que perder al hablar. Y los vanguardistas, intelectuales, artistas, y reformadores que hablan porque están convencidos de que están por delante de los tiempos.

## Investigación actual
La espiral del silencio tiende a ser el resultado de algo controvertido y de carácter político. Por esta razón la investigación más reciente se centra en problemas sociales tales como el fumar y las consecuencias del 11 de septiembre de 2001. Se centra principalmente en los acontecimientos actuales, y puede indicar cambios en la sociedad acerca de las normas y estructuras de valor. La teoría parece válida cuando se examinan las culturas occidentales, pero los estudios no han tomado en cuenta las diferencias culturales que pueden afectar la voluntad de expresarse por parte de las personas.

## Internet

### Aislando los factores que eliminan el aislamiento
El concepto de aislamiento tiene una variedad de definiciones, depende de las circunstancias en que se investiga. En este caso el problema del aislamiento se ha definido como retraimiento social, es decir, que una persona tenga pocas reincidencias de interacción entre sus iguales. Otros investigadores han definido al aislamiento como los bajos niveles de aceptación o los altos niveles de rechazo de los compañeros.
Por otro lado, hay estudios que atribuyen el aislamiento al Internet y se centran en definir cómo es que esta plataforma hace a las personas más antisociales; sin embargo, también precisan cómo el Internet hace que algunas otras personas sean más sociales al dejar que se expandan sus redes sociales y que tengan contacto continuo con familiares y amigos.
Tradicionalmente, el aislamiento social ha sido representado como un constructo unidimensional organizado en torno a la noción de la posición de una persona fuera de un grupo de iguales y se refiere al aislamiento del grupo como resultado de ser excluidos de este. La literatura, tanto de niños como de adultos, muestra que la gente entiende el concepto de aislamiento y tiene miedo a las repercusiones que conlleve ser expulsado de un grupo al que pertenece. Al temer al aislamiento, las personas no son capaces de hablar si sienten que tienen puntos de vista divergentes, lo que significa que se limitan a tener conversaciones con personas de ideas afines, o que no tienen conversación alguna.
El medio del Internet tiene el poder de liberar a las personas del temor de aislamiento social y, al hacerlo, se apaga la espiral del silencio. El Internet permite a las personas encontrar un lugar donde hallar grupos de personas con mentalidades y puntos de vista similares. Van Alstyne y Brynjolfsson.

Los usuarios de Internet pueden buscar la interacción con personas de ideas afines que tienen valores similares, y por lo tanto llegar a ser menos propensos a confiar las decisiones importantes a las personas cuyos valores difieren de los suyos
 Van Alstyne y Brynjolfsson

Las características del Internet no sólo hacen que las personas deliberen sobre las barreras psicológicas de no expresar su opinión, sino que también ofrecen nuevas posibilidades para hacerlo. A diferencia de los medios tradicionales que limitan la participación, el Internet ofrece las características de empoderamiento, enormes escalas de la información disponible, públicos dirigidos a situaciones específicas, y la unión de personas a través del medio.

## Limitaciones
Como ya se ha mencionado, la espiral del silencio se genera por el miedo del ser humano a ser aislado, haciendo que ajuste sus ideas a la opinión de la mayoría. Los medios de comunicación son los encargados de transmitir las distintas opiniones limitando a la sociedad a aceptar estás opiniones. La limitante técnica más grande que tiene esta teoría, es que necesita medios masivos como la televisión e Internet para que el contagio de ideas tenga el impacto esperado entre las personas. Aunque los psicólogos opinan que esta teoría limita al ser humano, conforme pasa el tiempo el humano va cambiado y de esta forma los límites que antes eran más claros y marcados, poco a poco se han ido perdiendo.

## Relevancia y críticas
Esta teoría no ha tenido mucha difusión aunque ha constituido un imprescindible aporte para la sociología y la ciencia de la comunicación social, al reavivar el debate sobre el poder persuasivo de los medios de comunicación masivos. Desde su formulación, la espiral del silencio ha sido estudiada en todas las facultades de Ciencias de la Comunicación y Periodismo del mundo, para explicar su influencia en la opinión pública.
Los críticos de los planteamientos de la pensadora germana creen que su teoría sobre la “espiral del silencio” está notablemente condicionada por sus vivencias políticas y su pasado nazi, en el que hay un silencio que expresa el entramado subjetivo en el que basa su reflexión. Es cierto que Elisabeth Noelle-Neumann apoyó al nazismo durante su juventud y actuó a favor del régimen desde diversos periódicos pero, acabada la guerra, adoptó una posición crítica acerca del nazismo y fundó junto con su marido un instituto de investigación de la opinión pública, el Institut für Demoskopie (Instituto de Demoscopía) en Allensbach, donde se realizó el seguimiento de la opinión pública alemana en lo relativo a sus preferencia políticas, contrastándolas con los resultados efectivos de las elecciones. De modo que la autora, para enunciar su teoría, se despojó de todo preconcepto político y filosófico, a la vez que realizó durante años investigaciones de campo que avalan sus resultados.
También existe otra serie de críticas más centradas en la concepción de la sociedad de Noelle-Neumann en su teoría, como:
- Concepción pesimista de la sociedad -porque no es cierto que los individuos de la sociedad estén movidos por el miedo a manifestar su opinión.
- Concepción elitista -porque se considera que la autora trata a los individuos que conforman la sociedad como incapacitados para ejercer sus propios criterios y porque, según ella, la opinión pública nos viene creada desde arriba.
- Concepción de la minoría - porque no tienen en cuenta que un individuo automáticamente piensa que su opinión es la mayoritaria (figura del arrogante).
- Menosprecio de los irreductibles - considerando irreductibles a aquellos que, aunque son conscientes de que tienen una opinión minoritaria, la defienden teniendo en cuenta sus consecuencias y lo que comporta.